# Cathy Spatz Widom

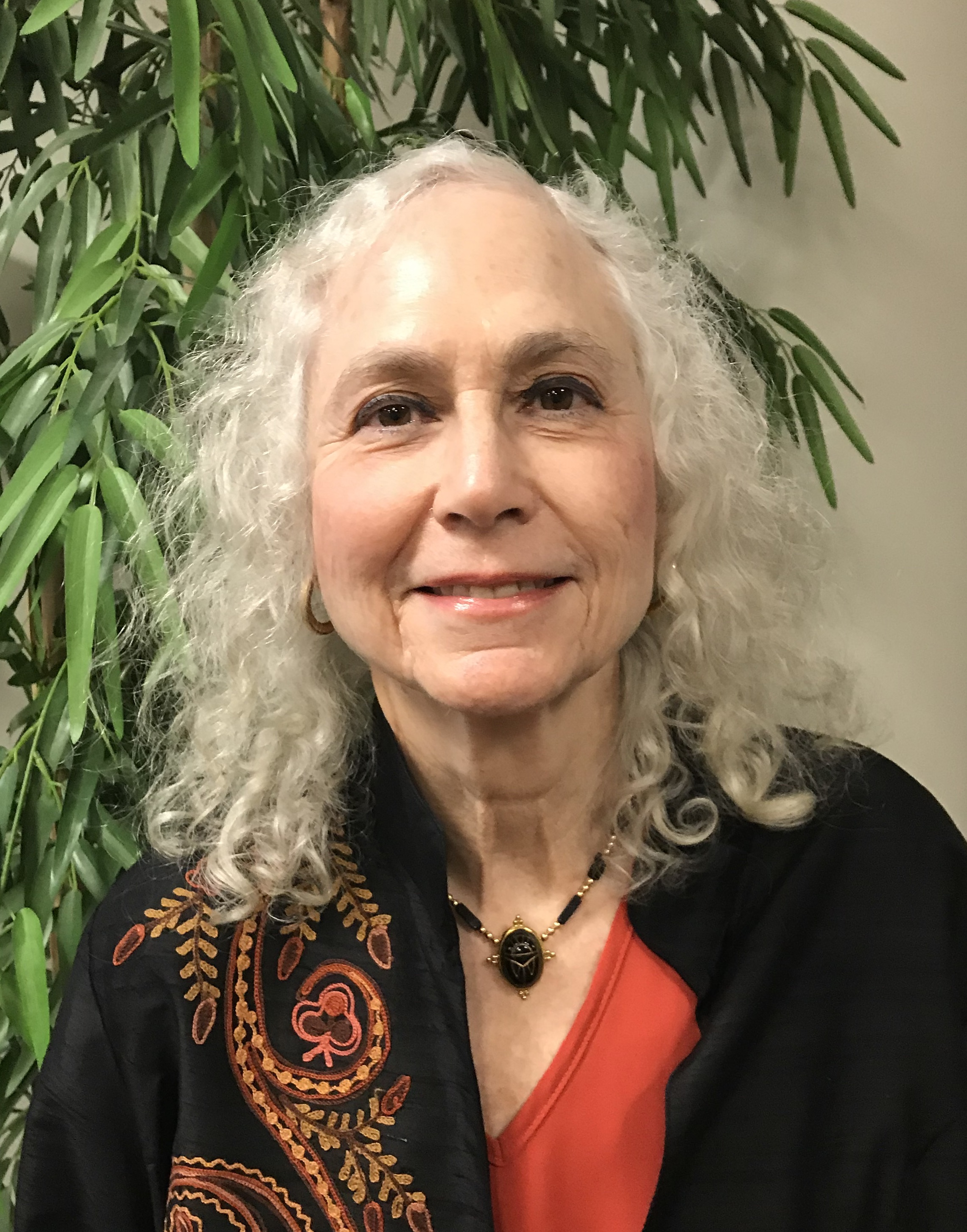
Cathy Spatz Widom

Cathy Spatz Widom (* 1945) ist eine US-amerikanische Psychologin und Kriminologin. Sie lehrt und forscht als Distinguished Professor in der Abteilung für Psychologie am John Jay College of Criminal Justice und am Graduate Center der City University of New York. Für ihre Forschungen zu den Folgen von Kindesmissbrauch wurde sie vielfach ausgezeichnet, so 2016 mit dem Stockholm Prize in Criminology ausgezeichnet.
Widom machte ihr Bachelor-Examen (Fächer: Kindliche Entwicklung und Familienbeziehungen) an der Cornell University und die Abschlüsse in Psychologie (Master und Ph.D.) an der Brandeis University.

## Schriften (Auswahl)
- Mit Joan McCord und Nancy A Crowell: Juvenile crime, juvenile justice. National Academy Press, Washington D.C. 2001.
- Sex roles and psychopathology. Plenum Press, New York 1984, ISBN